# Stadtarchiv Frankfurt (Oder)
Das Stadtarchiv Frankfurt (Oder) ist das Archiv der Stadt Frankfurt (Oder) im Land Brandenburg.
Das älteste vorhandene Archivalienverzeichnis Frankfurts stammt aus dem Jahr 1546. 1822 wurde das Archiv durch Heinrich Bardeleben neu geordnet und für historische Interessierte zugänglich gemacht. 1890 wurde das Archiv aus dem Rathaus in die Sakristei der Franziskanerklosterkirche umverlagert und Adolf Gurnik als erster Archivleiter ernannt. Es erfolgten weitere Umverlagerungen und gegen Ende des Zweiten Weltkrieges Auslagerungen u. a. nach Osten. Von den in der Stadt deponierten Beständen gingen nach der Eroberung durch die Rote Armee zahlreiche Dokumente durch Brandstiftung verloren.
Im Frühjahr 1946 begann Elfriede Schirrmacher die verbliebenen Bestände zu retten und wieder zusammenzuführen. 1962 konnten 62 Regalmeter Archivalien aus Polen in das Frankfurter Archiv zurückgeführt werden. 1976 wurde das Archivgebäude in der Collegienstraße bezogen und Ralf-Rüdiger Targiel übernahm die Leitung. Seit Anfang 2019 ist der Historiker und promovierte Archivar Denny Becker Leiter des Hauses.